# Shimoga (stad)
Shimoga is een stad in het district Shimoga van de Indiase staat Karnataka. 

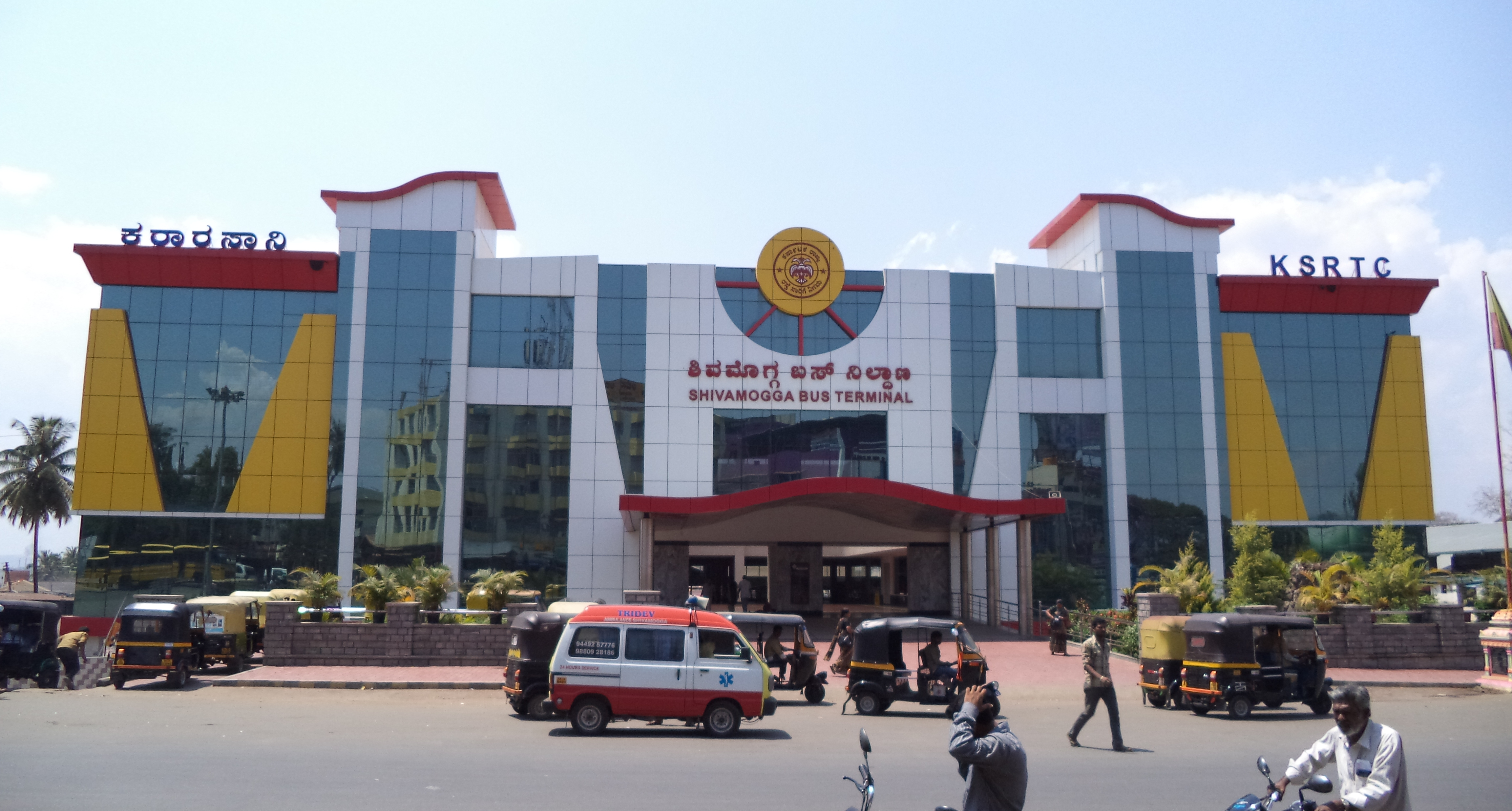
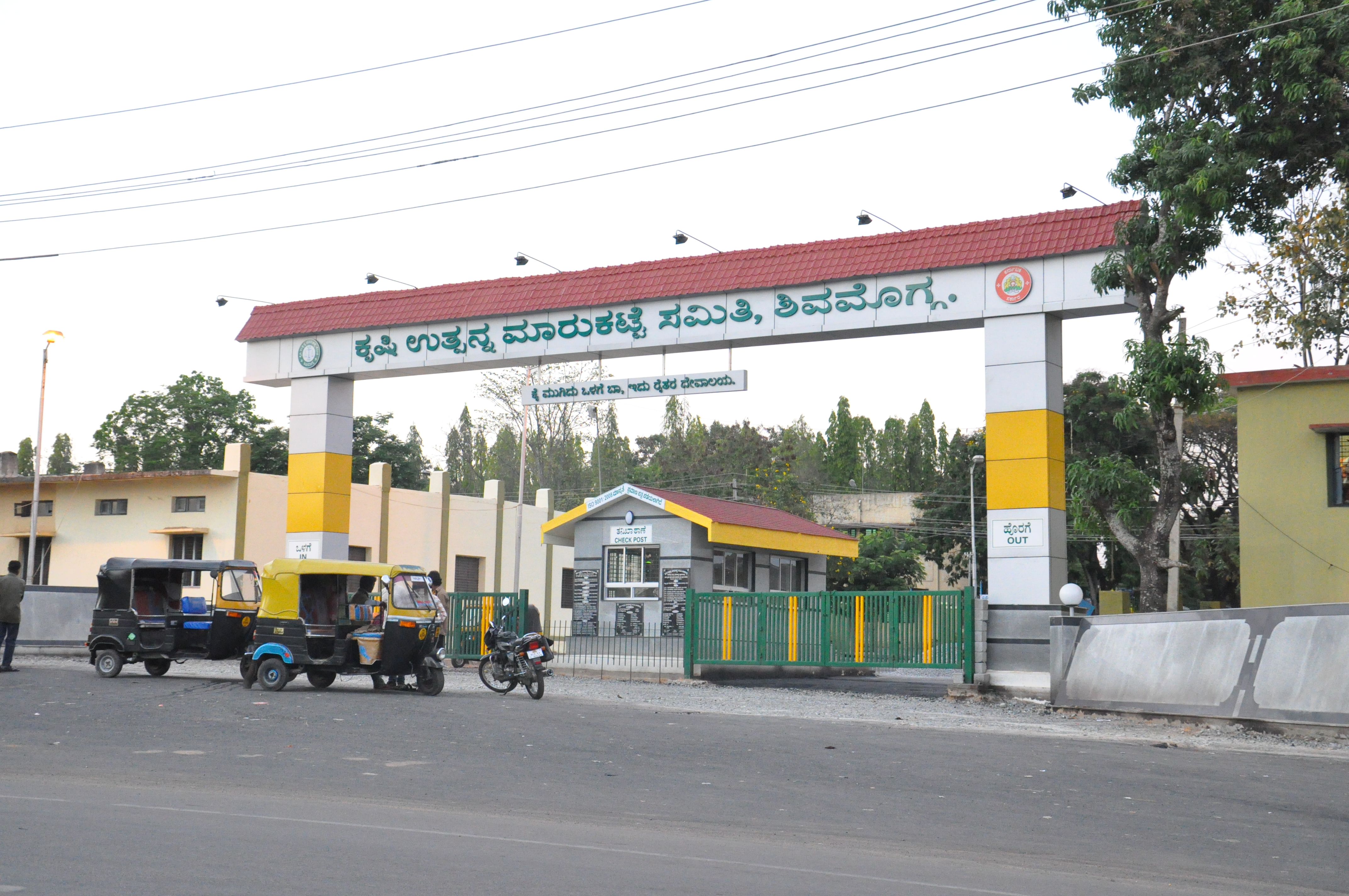

## Demografie
Volgens de Indiase volkstelling van 2001 wonen er 274.105 mensen in Shimoga, waarvan 51% mannelijk en 49% vrouwelijk is. De plaats heeft een alfabetiseringsgraad van 74%. 